# Russell Hoban

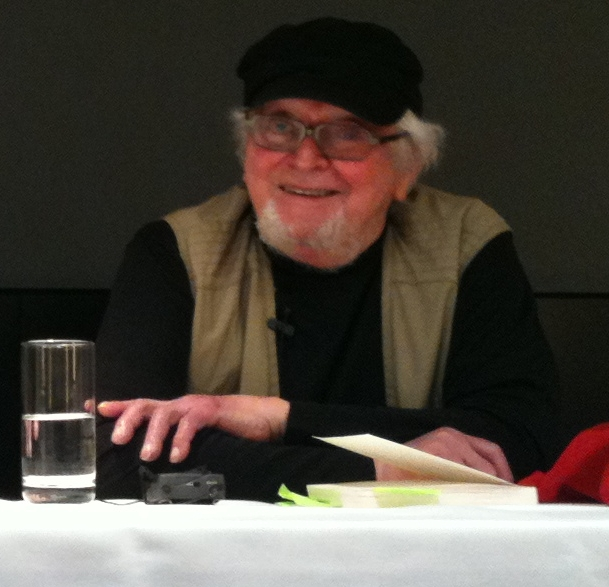
Russell Hoban (2010)

Russell Conwell Hoban (* 4. Februar 1925 in Lansdale, Pennsylvania; † 13. Dezember 2011 in London) war ein US-amerikanischer Schriftsteller.

## Leben
Russell Hoban besuchte die Museum School of Industrial Art in Philadelphia. Er leistete 1943–1945 Militärdienst in der US Army. Er arbeitete dann als Künstler in der Werbung und schrieb ab 1958 mehr als 50 Kinderbücher. Darunter sind Klassiker wie The Mouse and His Child (1967) und The Frances books (dt. Fränzi) (Mitte bis späte 60er-Jahre). 1968 publizierte er seinen ersten langen Roman The Mouse and His Child, der auch in deutscher Übersetzung (Der Mäusevater und sein Sohn) vorliegt. 1973 erschien mit The Lion of Boaz-Jachin and Jachin-Boaz (dt. Der Kartenmacher) Hobans erster Roman für Erwachsene. Weitere Titel, die auch ins Deutsche übersetzt wurden, sind Turtle Diary (Ozeanische Gefühle), Kleinzeit (dt. Kleinzeit), The Medusa Frequency (Die Medusenfrequenz), Angelica's Grotto (Angelicas Grotte) und Amaryllis Night and Day (Amaryllis Tag und Traum). Der Roman Ozeanische Gefühle ist mit Ben Kingsley und Glenda Jackson in den Hauptrollen (Drehbuch von Harold Pinter) verfilmt worden. Seit 1999 wird Russell Hoban bei Bloomsbury Publishing verlegt.
Viele der Romane Hobans spielen im zeitgenössischen oder zukünftigen (Fremder) London. Die Titel seiner Romane enthalten häufig im englischen Original Wörter oder Wortbestandteile aus der deutschen Sprache (Kleinzeit, Pilgermann und Fremder). Die Fan-Gemeinde, akademische und literarische Welt feierte den 80. Geburtstag des Schriftstellers 2005 in London mit einem Symposium. Im englischsprachigen Raum gilt Russell Hoban als einer der originellsten, wagemutigsten und fantasievollsten Schriftsteller überhaupt:
The most original novelist we have (The Times) und This is what literature is meant to be – exploration without fear. (Anthony Burgess).
Hoban zog 1969 nach London, wo er bis zu seinem Tod im Dezember 2011 lebte.

## Werke (Auswahl)
Die Fränzi-Reihe (The Frances books)
- Fränzi geht schlafen (Bedtime for Frances) (1960)
- Fränzi hat ein Schwesterchen (A Baby Sister for Frances) (1964)
- Fränzi mag gern Marmelade (Bread and jam for Frances) (1966)
- Fränzis Schwester hat Geburtstag (A birthday for Frances) (1968)
- Best Friends for Frances (1969)
- Fränzi ist unvorsichtig (A bargain for Frances) (1970)

Weitere Werke, die großteils noch nicht in deutscher Übersetzung vorliegen, sind:
- The Sea-Thing Child (1972), deutsche Ausgabe Das kleine Meerwesen (2000)
- Riddley Walker (1980)
- Pilgermann (1983)
- Fremder (1996)
- Mr Rinyo-Clacton's Offer (1998)
- Amaryllis Night and Day (2001)
- The Bat Tattoo (2002)
- Her Name Was Lola (2003)
- Come Dance With Me (2005)
- Linger Awhile (2006)
- My Tango with Barbara Strozzi (2007)
- Angelica Lost and Found (2010)
- Soonchild (2012)

## Verfilmungen
- 1977: Maus und Sohn (The Mouse and his Child)
- 1985: Ozeanische Gefühle (Turtle Diary)

## Auszeichnungen
- 1982 John W. Campbell Memorial Award und Ditmar Award für Riddley Walker